# Ti-Koyo e il suo pescecane
Ti-Koyo e il suo pescecane è un film del 1962 diretto da Folco Quilici.

## Trama
Ti-Koyo, un bambino che vive su isola del Pacifico, svolge come quasi tutti gli abitanti del villaggio l'attività di pescatore. Un giorno, durante una battuta di pesca, Ti-Koyo trova un piccolo pescecane in un'insenatura e decide di prendersene cura, chiamandolo Manidù. Dopo alcuni anni, diventati ambedue grandi, si ritrovano e si dedicano a una fruttuosa attività: la pesca delle ostriche perlifere in una laguna segreta, loro rifugio fin dai tempi dell'infanzia.

## Produzione
Folco Quilici si trovava in Algeria per un documentario ma dovette precipitosamente rientrare in Italia costretto dalle tumultuose vicende della guerra. Al ritorno dall'Algeria, il produttore Goffredo Lombardo gli offrì l'occasione di dirigere un nuovo film sul mare, basato sul romanzo Ti-Coyo et son requin,  del francese Clement Richer. Ambientato nelle Antille francesi, narrava la storia di un ragazzo che, addomesticato un piccolo pescecane, da adulto lo trasformava in un sanguinario predatore per le sue imprese piratesche. Il soggetto affascinava il regista, ma il cinismo della vicenda andava corretto. A questo scopo fu convocato lo scrittore Italo Calvino, che elaborò un adattamento fiabesco che, nelle fasi conclusive, vide anche la partecipazione del regista stesso con Frassineti e Alessi. I dialoghi vennero scritti da Giorgio Prosperi. Nel 1961 la troupe partì per le Isole Tuamotu, nella Polinesia Francese, dove il regista poteva contare sull'appoggio delle maestranze locali che avevano già collaborato con lui in L'ultimo paradiso. La produzione si avvalse della collaborazione dei tecnici subacquei della rivista Mondo Sommerso.
Quilici aveva scelto un finale triste: lo squalo, che rappresentava la natura incontaminata, veniva ucciso e Ti-Koyo abbandonava il suo atollo per sempre. Il film venne mostrato al produttore, che trovò inaccettabile quel finale per il mercato americano, e il regista, non potendosi permettere di tornare alle Tuamotu per effettuare altre riprese, dovette adattare le immagini girate per creare un lieto fine con degli espedienti di montaggio.

## Critica
(Leo Pestelli, La Stampa, 23 novembre 1962)